# Bodza-szemcsegomba
A bodza-szemcsegomba  (Lachnella alboviolascens) a Niaceae családba tartozó, Európában, Észak-Amerikában és Ausztráliában honos, fák, cserjék elhalt ágain élő  gombafaj.

## Megjelenése
A bodza-szemcsegomba termőteste 0,5-1,5 mm-es, korong alakú, szélei behajlóak. Belső felülete viaszos fényű; szürke, kékesszürke, szürkésbarna vagy lilásbarna színű. Kívülről fehér szőrökkel fedett. Általában csoportosan, szorosan egymás mellett nő; tönk vagy nyél nélkül, egy ponton kapcsolódik az aljzathoz. Kiszáradva összegömbölyödik, nedvesen szétnyílik. Húsa törékeny, viaszos, puha, fehéres színű. Szaga és íze nem jellegzetes.
Spórapora fehér. Spórája tojásdad vagy ellipszis alakú, sima, mérete 13,6-14,9 x 9,5-9,9 µm.

### Hasonló fajok
A szürkés csészegombácska, a kétszínű csészegombácska vagy a hófehér csészegombácska hasonlíthat hozzá.

## Elterjedése és termőhelye
Európában, Észak-Amerikában, Ausztráliában és Új-Zélandon honos. Magyarországon ritka.
Lombos fák és cserjék elszáradt ágain, elhalt kórókon található meg. Tavasztól őszig terem.